# Fabiana foliosa
Fabiana foliosa ist eine Pflanzenart aus der Gattung Fabiana in der Familie der Nachtschattengewächse (Solanaceae).

## Beschreibung
Fabiana foliosa ist ein Chamaephyt mit einer Wuchshöhe von 4 bis 30 cm. Die Zweige, Laubblätter und Blütenstiele sind drüsig behaart. Die Blüten stehen an 2 bis 4 mm langen Blütenstielen. Der Kelch ist 7 bis 9,5 mm lang, die Kelchröhre ist zylindrisch und zwei- bis dreimal so lang wie die dreieckigen Kelchzipfel. Die Krone ist trichterförmig und 13 bis 18,5 mm lang. Die Staubblätter sind zweigestaltig, die Staubbeutel sind kreisförmig mit einem Durchmesser von 0,85 bis 1 mm. Die Theken sind verwachsen. Die Narbe ist gespalten.

## Verbreitung
Die Art ist ein Endemit Patagoniens und kommt in den argentinischen Provinzen Rio Negro, Chubut und Santa Cruz vor.